# Samuel Cocking
Samuel Cocking, né le 19 mars 1845 à Camberwell à Londres et décédé à l'âge de 68 ans le 26 février 1914 à Yokohama au Japon, est un commerçant britannique installé au Japon en 1869, juste après la restauration de Meiji. Il est particulièrement connu pour la grande serre (660 m2) et les jardins qu'il fit bâtir à Enoshima. Il épouse une certaine Miyata en 1872.
Son entreprise The Cocking Trading Company était spécialisée dans l'art, les antiquités et les plantes rares mais c'est l'importation d'acide carbonique en 1877 qui fit sa fortune. Ce produit était alors utilisé comme désinfectant, en particulier contre le choléra.
En 1880, il achète (au nom de sa femme) des hautes terres, où se trouvent des temples bouddhistes abandonnés, sur l'île d'Enoshima et commence la construction d'un jardin botanique et d'une villa. La politique anti-bouddhisme (Haibutsu kishaku) du nouveau gouvernement de Meiji avait rendu ces terres disponibles. En 1887, il y fait installer une centrale électrique (qui sera plus tard à l'origine de la compagnie coopérative d'électricité de Yokohama). Son jardin est aujourd'hui une propriété municipale sous le nom de Jardin Samuel Cocking (en).

## Source de la traduction
- (en) Cet article est partiellement ou en totalité issu de l’article de Wikipédia en anglais intitulé « Samuel Cocking » (voir la liste des auteurs).